# Buzeins
Buzeins è un comune francese soppresso e comune delegato del dipartimento dell'Aveyron della regione dell'Occitania. Dal 1º gennaio 2016 si è fuso con i comuni di Sévérac-le-Château, Lapanouse, Lavernhe, e Recoules-Prévinquières per formare il nuovo comune di Sévérac-d'Aveyron.

## Società

### Evoluzione demografica
Abitanti censiti